# Жулкевка (гмина)
Жулкевка (пол. Żółkiewka) — сельская гмина (волость) в Польше, входит как административная единица в Красноставский повет, Люблинское воеводство. Административным центром гмины является село Жулкевка.
Население — 6220 человек (на 2004 год).

## Сельские округа
1. Адамувка
2. Борувек
3. Целин
4. Хланюв
5. Хланюв-Колёня
6. Хланювек
7. Хрусцехув
8. Домбе
9. Ганы
10. Хута
11. Кошарско
12. Майдан-Вежховиньски
13. Маковиска
14. Маркевичув
15. Ольховец
16. Ольховец-Колёня
17. Поперчин
18. Рожки
19. Рожки-Колёня
20. Синец
21. Сьредня-Весь
22. Токарувка
23. Вежховина
24. Владыславин
25. Вулька
26. Воля-Жулкевска
27. Забуже
28. Жулкев
29. Жулкев-Колёня
30. Жулкевка
31. Борувек-Колёня

## Соседние гмины
1. Гмина Гожкув
2. Гмина Кшчонув
3. Гмина Рудник
4. Гмина Рыбчевице
5. Гмина Туробин
6. Гмина Высоке